# Oldendorfer Totenstatt
L'Oldendorf Totenstatt è un sito archeologico situato presso Oldendorf, nella valle del fiume Luhe, distretto di Lüneburg, nello stato tedesco della Bassa Sassonia. Consiste di dolmen (siti 1, 3 e 4) e tumuli (siti 2, 5 e 6).

## Descrizione

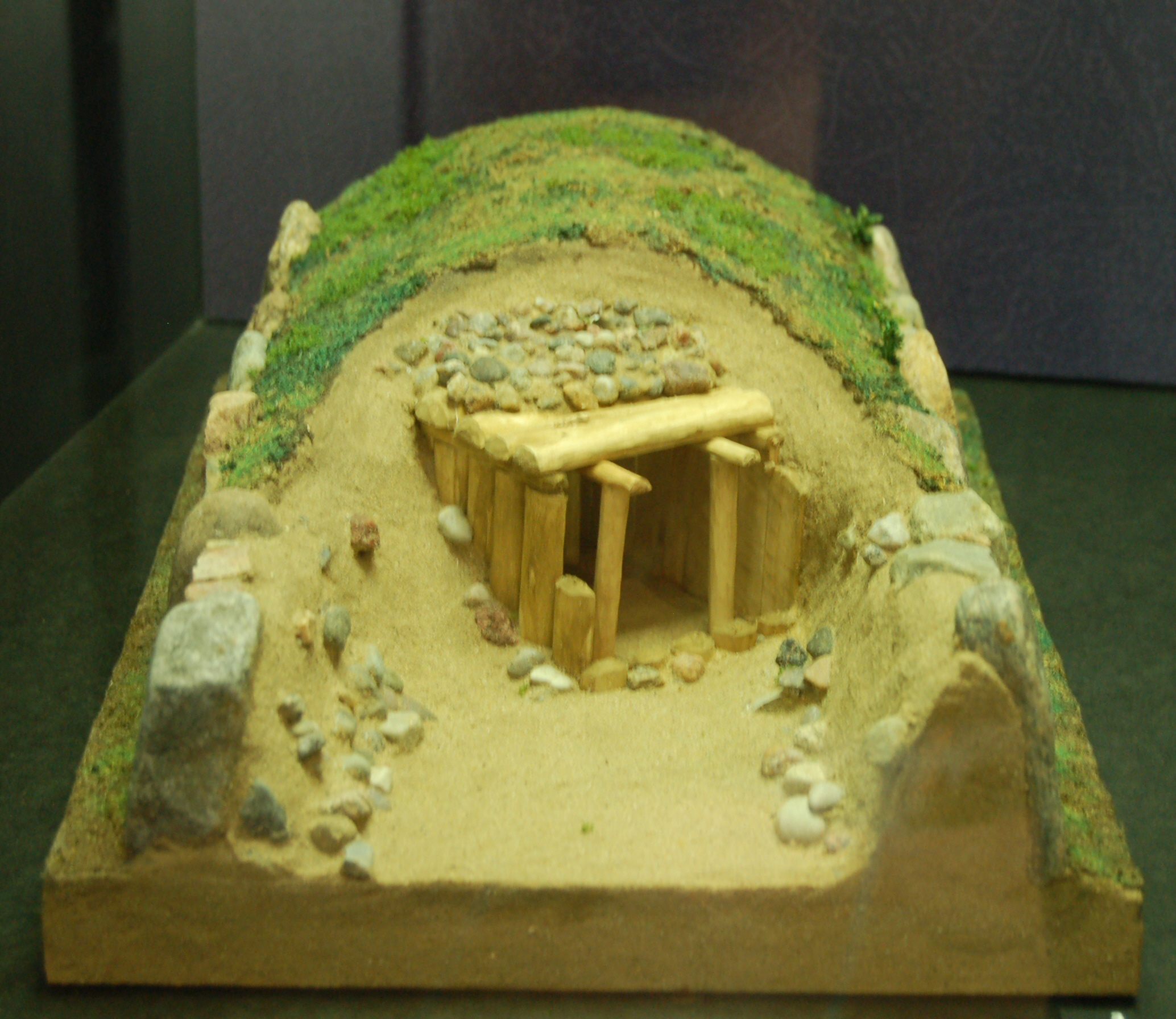
Modello del Sito III

- Sito 1 è un dolmen lungo 45 m in buona parte distrutto
- Sito 2 è un tumulo di 20 m di diametro
- Sito 3 sono resti del terrapieno, lungo ancora 43 metri. La maggior parte delle pietre esterne sono ancora sul posto, in situ o rovesciate. La camera doveva essere situata nella parte oggi non più esistente.
- Sito 4 è un dolmen di 80 m di lunghezza. Originariamente era formato da 100 pietre esterne, 14 delle quali sono ancora in situ. La tomba a corridoio è lunga circa 8 m.
- Sito 5 e e 6 consistono di tumuli dell'età del bronzo

## Ritrovamenti
All'interno della camera dei siti 2 e 4 sono stati trovati reperti appartenenti alla cultura del bicchiere imbutiforme, insieme ad anfore globulari e ceramica cordata.

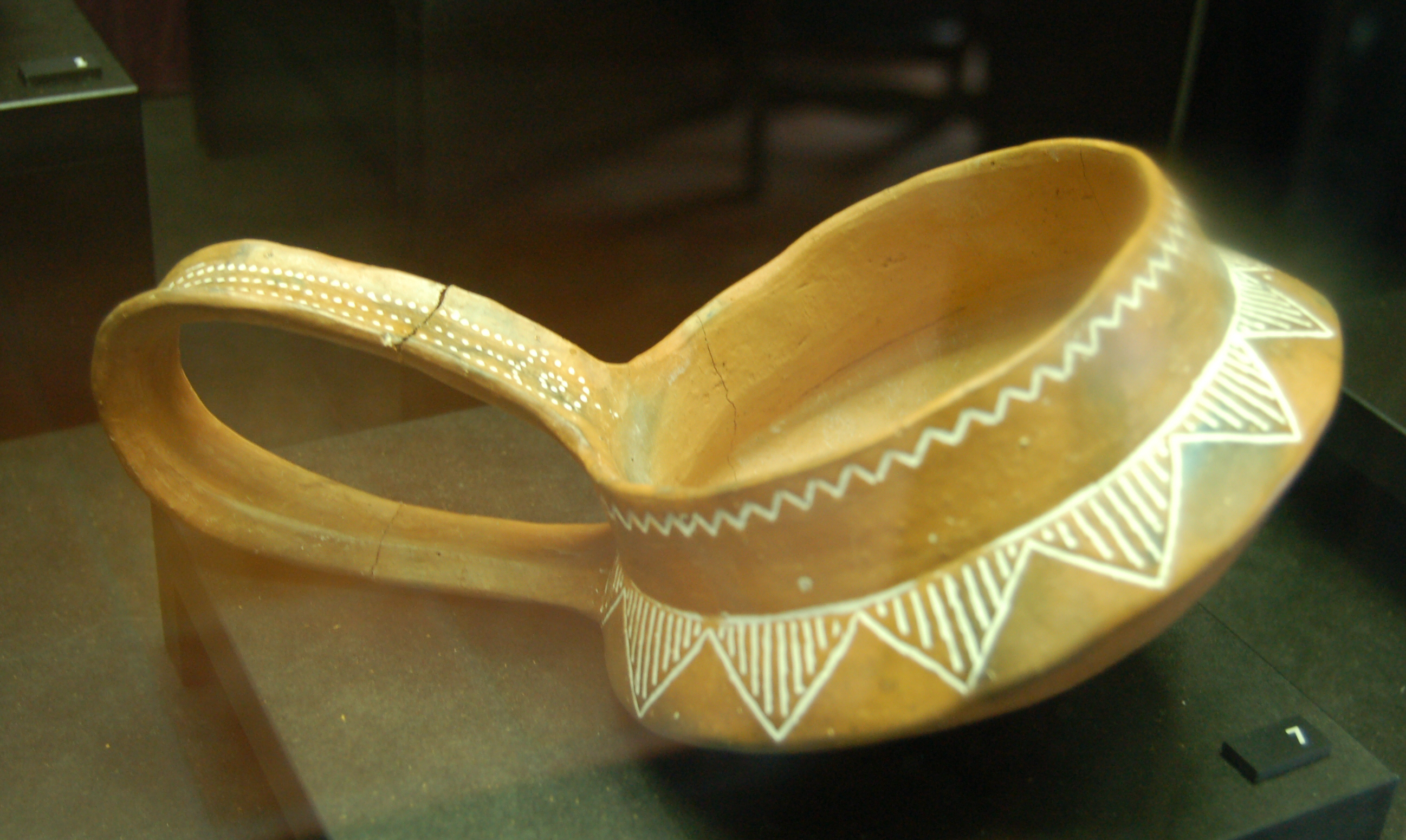
Ceramica dal tumulo 2 (Nachbildung A. Schlauch)
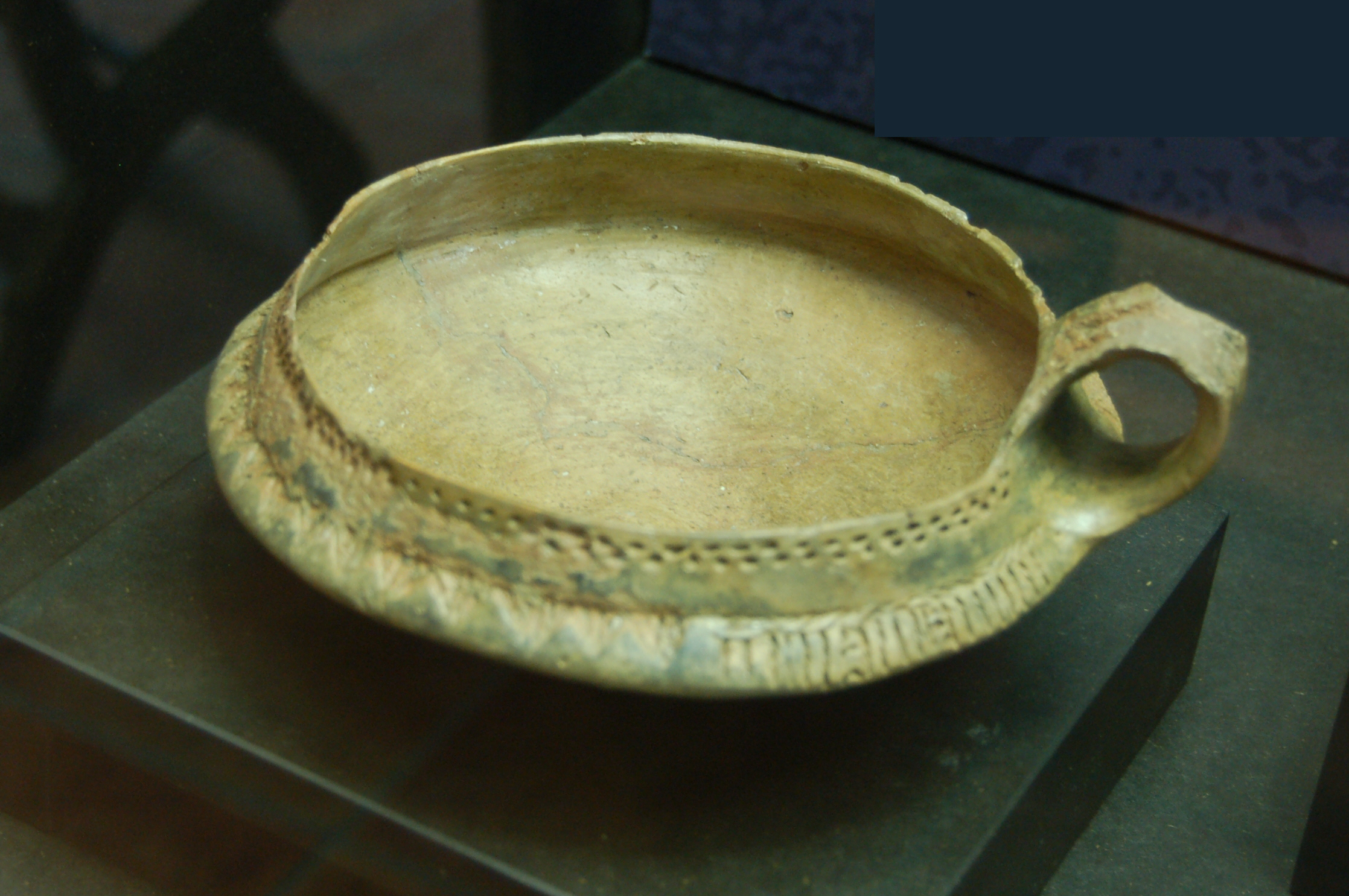
Tazza a parete sottile dal Sito 1